# Tessa Ip Hen Cheung
Ruth Tessa Ip Hen Cheung, née le 10 mars 2001, est une nageuse mauricienne.

## Carrière
Tessa Ip Hen Cheung remporte aux Championnats d'Afrique de natation 2021 à Accra la médaille d'argent du 200 mètres brasse.
Aux Jeux des îles de l'océan Indien 2023 à Madagascar, elle remporte la médaille d'or du 50 mètres brasse et la médaille de bronze du  relais 4 × 100 m nage libre.